# إيرني أوستين
إيرني أوستين (بالإنجليزية: Ernie Austen)‏ هو منافس ألعاب قوى أسترالي، ولد في 25 يوليو 1891، وتوفي في 21 مايو 1985.

## وصلات خارجية
- إيرني أوستين على موقع أوليمبيديا (الإنجليزية)